# مويكيتسي ماجورو
مويكيتسي ماجورو (مواليد 3 نوفمبر 1961) هو سياسي من ليسوتو شغل منصب رئيس الوزراء من مايو 2020 حتى أكتوبر 2022.